# Carlos Eduardo Ferrari
Carlos Eduardo Ferrari, conocido como Cacá, nació el 19 de febrero de 1979 en Paraná (Brasil). Es un futbolista brasileño retirado que actuaba como delantero.

## Clubes
| Club                      | País                   | Año       |
| ------------------------- | ---------------------- | --------- |
| Bangu Atlético Clube      | Brasil                 | 1998-2000 |
| Glasgow Rangers           | Escocia                | 2000-2001 |
| Birmingham City           | Inglaterra             | 2001-2002 |
| Mirassol Futebol Clube    | Brasil                 | 2002-2003 |
| UD Salamanca              | España                 | 2003      |
| Albacete Balompié         | España                 | 2003-2004 |
| U. D. Las Palmas          | España                 | 2004-2005 |
| Alicante CF               | España                 | 2005-2006 |
| Aris Salónica             | Grecia                 | 2006-2007 |
| Cerro Porteño             | Paraguay               | 2007-2008 |
| Universidad de Las Palmas | España                 | 2008-2009 |
| South China               | Hong Kong              | 2009      |
| Olaría                    | Brasil                 | 2009-2010 |
| Bahía                     | Brasil                 | 2010      |
| Al Ittihad Kalba          | Emiratos Árabes Unidos | 2010      |